# LZH
LZH eller LHA är en datakomprimeringsmetod och ett filformat (.lzh och .lha). Det skapades 1988 av Haruyasu Yoshizaki, och hette till en början LHarc.